# 도막운동
도막운동(일본어: 倒幕運動 도바쿠운도[*])은 에도 막부를 무너뜨리려는 정치적인 운동이다.
주로 일본 에도 시대 후기인 막말에 일어난 에도 막부를 타도하고 신정권 수립을 목표로 움직인 정치 운동을 가리킨다. 좁은 의미에서는 무력을 사용해 막부를 무너뜨리는 토막운동(討幕運動)만을 가리키지만, 넓은 의미에서는 군사적 충돌을 회피하거나 최소한으로 사용한, 정권 이양을 목표로 한 혁명운동을 전부 포함해 도막운동이라고 부른다.
또한 가마쿠라 시대 말기 고다이고 천황이 주도한 가마쿠라 막부 타도 움직임인 쇼추의 변이나 겐코의 난 등도 도막운동이라고 부른다.